# Cendiuna pataiuna
Cendiuna pataiuna är en skalbaggsart som beskrevs av Maria Helena M. Galileo och Martins 1991. Cendiuna pataiuna ingår i släktet Cendiuna och familjen långhorningar. Inga underarter finns listade.